# Rob Kerin
Hon. Robert „Rob“ Gerard Kerin (* 4. Januar 1954 in Crystal Brook, South Australia) ist ein australischer Politiker der Liberal Party of Australia, der unter anderem von 1993 bis 2008 Mitglied des South Australian House of Assembly war, mehrere Ministerämter bekleidete sowie zwischen 2001 und 2002 für 165 Tage als Premierminister von South Australia fungierte.

## Leben

### Abgeordneter und Minister

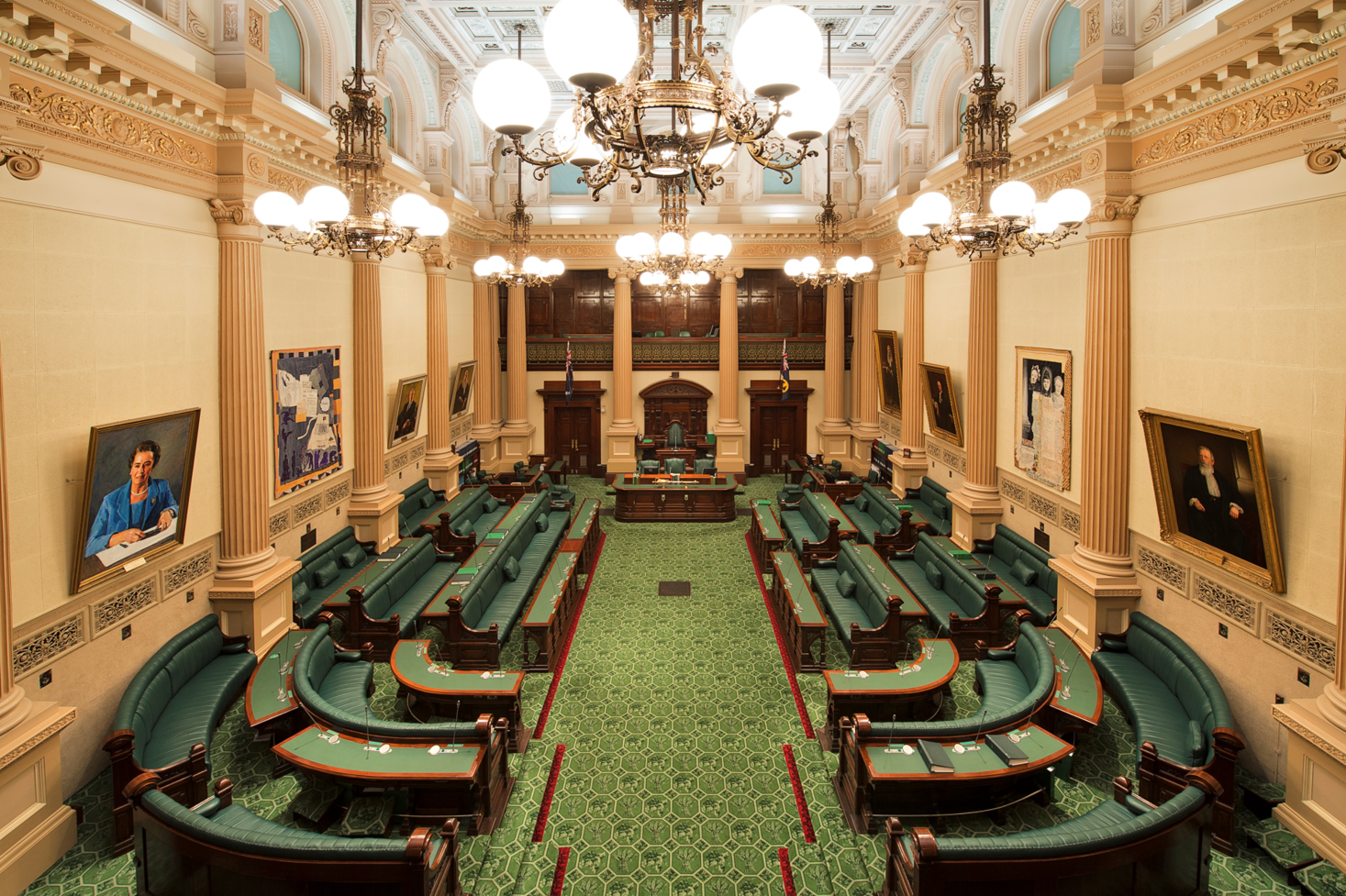
Kerin war von 1993 bis 2008 Mitglied der South Australian House of Assembly, des Unterhauses des Parlaments von South Australia.

Robert „Rob“ Gerard Kerin absolvierte nach dem Besuch des Convent Sacred Heart College in seinem Geburtsort Crystal Brook ein Studium der Pädagogik an der University of Adelaide, welches er mit einem Bachelor of Arts (BA) beendete, und war danach als Geschäftsführender Direktor von Kerin Agencies tätig. Bei der Wahl am 11. Dezember 1993 wurde er für die Liberal Party erstmals zum Mitglied der South Australian House of Assembly gewählt, des Unterhauses des Parlaments von South Australia, und vertrat in diesem bis zu seinem Mandatsverzicht am 12. November 2008 den neu geschaffenen Wahlkreis Frome, eine weitgehend ländliche Region im mittleren Norden von Südaustralien, die das wichtige regionale Zentrum Port Pirie und das Clare Valley umfasst. Diesen Wahlkreis übernahm bei der dadurch notwendigen Nachwahl am 17. Januar 2009 der Parteilose Geoff Brock. Zu Beginn seiner Parlamentszugehörigkeit war er zwischen dem 1. Juli 1994 und dem 6. Februar 1996 Mitglied des Ausschusses für öffentliche Arbeiten.
Am 22. Dezember 1995 wurde Kerin in die Regierung von Premier Dean Brown berufen und fungierte bis zum 28. November 1996 als Minister für Primärindustrie (Minister for Primary Industries). Nachdem Brown am 28. November 1996 von John Olsen abgelöst wurde, übernahm Brown in dessen Regierung bis zum 20. Oktober 1997 weiterhin den Posten als Minister für Primärindustrie und war daneben zwischen dem 12. Dezember 1996 und dem 20. Oktober 1997 zugleich Beigeordneter Minister für regionale Entwicklung und Kleinunternehmen (Minister Assisting for Regional Development and Small Business). Im Zuge einer Umbildung der Regierung Olsen übernahm er vom 20. Oktober 1997 bis zum 9. Dezember 1999 das Amt als Minister für Primärindustrie, natürliche Ressourcen und regionale Entwicklung (Minister for Primary Industries, Natural Resources and Regional Development) und war zudem zwischen dem 17. Dezember 1997 und dem 22. Oktober 2001 Mitglied des Exekutivrates (Executive Council).
Als Nachfolger von Graham Ingerson übernahm Rob Kerin am 7. Juli 1998 die Funktion als stellvertretender Vorsitzender der South Australian Liberal Party und war damit bis zu seiner Ablösung durch Dean Brown am 22. Oktober 2001 Stellvertreter des Parteivorsitzenden John Olsen. Im Rahmen einer damit verbundenen Regierungsumbildung übernahm er vom 7. Juli 1998 bis zum 22. Oktober 2001 auch das Amt als stellvertretender Premier und fungierte zudem zwischen dem 9. Dezember 1999 und dem 22. Oktober 2001 als Minister für regionale Entwicklung (Minister for Regional Development). Des Weiteren war er vom 9. Dezember 1999 bis zum 14. Februar 2000 zugleich wieder Minister für Primärindustrie und in Personalunion Minister für Mineralien und Energie (Minister for Minerals and Energy), ehe er im Anschluss zwischen dem 14. Februar und dem 22. Oktober 2001 zusätzlich den Posten als Minister für Primärindustrien und Ressourcen (Minister for Primary Industries and Resources) übernahm. Darüber hinaus gehörte er vom 7. Dezember 2000 bis zum 15. Januar 2002 Mitglied des Ausschusses für Parlamentarische Verfahren und Praktiken.

### Premierminister, Parteivorsitzender und Oppositionsführer

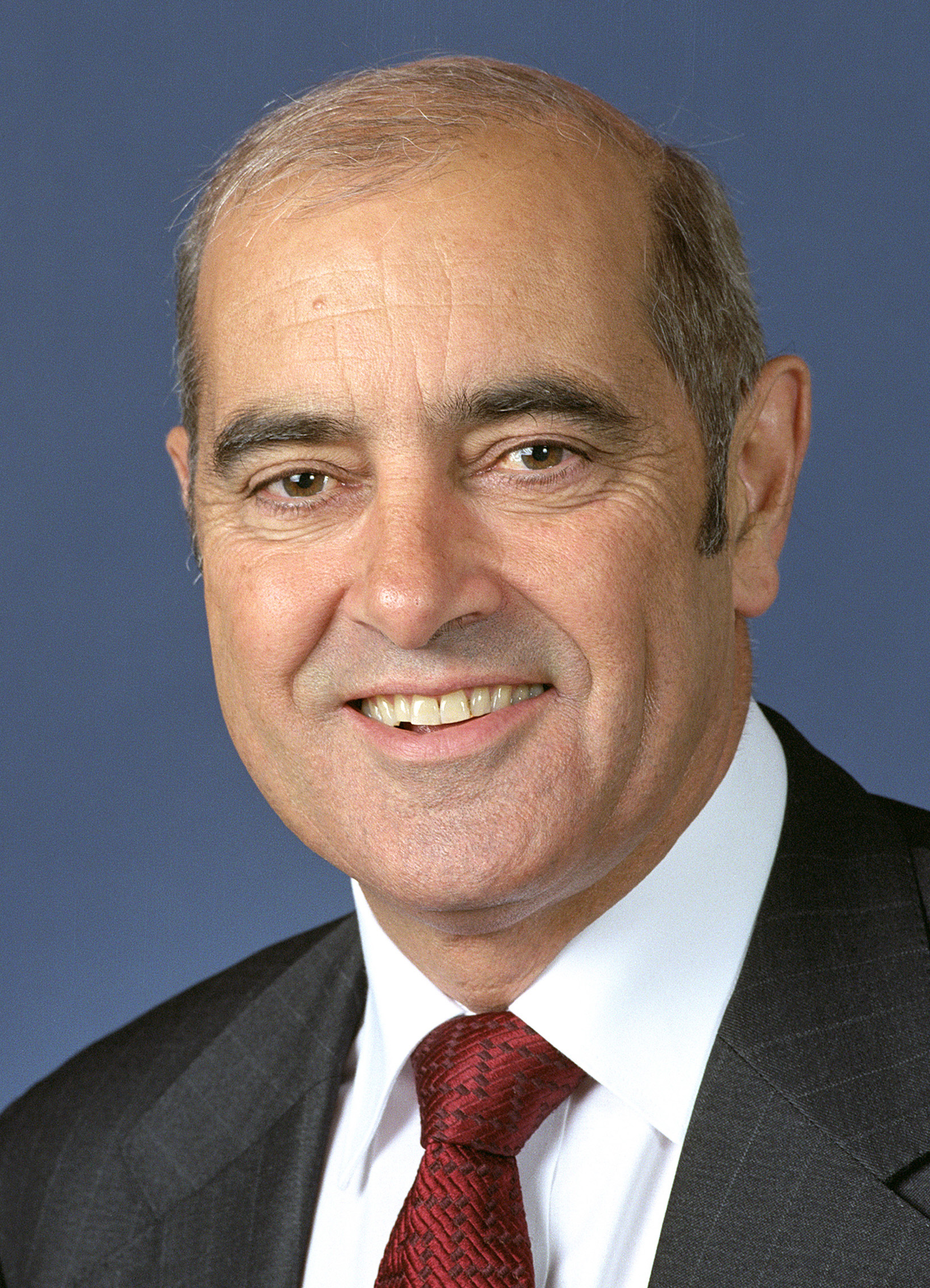
John Olsen, dessen Nachfolger Rob Kerin 2001 als Vorsitzender der Liberal Party und zugleich als Premierminister von South Australia wurde.

Nach dem Rücktritt von Premier John Olson wurde Rob Kerin als dessen Nachfolger am 22. Oktober 2001 zum Vorsitzenden der South Australian Liberal Party gewählt und damit zugleich selbst zum Premierminister von South Australia. In seiner Regierung übernahm er zum einen bis zum 4. Dezember 2001 weiterhin die Ämter als Minister für regionale Entwicklung sowie als Minister für Primärindustrie und Ressourcen. Weiterhin fungierte er zwischen dem 22. Oktober und dem 4. Dezember 2001 als Tourismusminister (Minister for Tourism) und als Minister für staatliche Entwicklung (Minister for State Development), ehe er zusätzlich vom 22. Oktober 2001 bis zum 5. März 2002 Minister für staatliche und regionale Entwicklung (Minister for State and Regional Development) sowie zeitgleich Minister für multikulturelle Angelegenheiten (Minister for Multicultural Affairs) war. Darüber hinaus war er zwischen dem 22. Oktober 2001 und dem 5. März 2002 weiterhin Mitglied des Exekutivrates. Für seine Verdienste wurde ihm am 1. Januar 2001 anlässlich des 100-jährigen Bestehens des Australischen Bundes die Centenary Medal verliehen.
Bei den Wahlen am 9. Februar 2002 erhielt die Australian Labor Party aufgrund des Wahlsystems 36,7 Prozent der Stimmen und 23 Sitze, die Liberal Party 39,7 Prozent und 20 der 47 Sitze in der Legislativversammlung. Die vier restlichen Sitze gingen an die beiden Parteilosen Bob Such und Rory McEwen, an Karlene Maywald von der National Party of Australia sowie an parteilosen, bisherigen Liberalen Peter Lewis. Während Such, McEwen und Maywald eine Fortsetzung der liberalen Regierung favorisierten, unterstützte Lewis die Bildung einer Regierung der Labor Party. Da Labor damit über 24 Sitze und damit eine knappe absolute Mehrheit verfügte, wurde der Vorsitzende der Labor Party und bisherige Oppositionsführer Mike Rann am 5. März 2002 neuer Premier, während Kerin daraufhin am 6. März 2002 Oppositionsführer wurde. Die Funktion als Oppositionsführer bekleidete er bis zum 30. März 2006 und wurde daraufhin als Vorsitzender der Liberal Party sowie als Oppositionsführer von Iain Evans abgelöst. Am 2. Mai 2002 wurde ihm der Höflichkeitstitel The Honourable verliehen. Bis zu seinem Mandatsverzicht am 12. November 2008 war er zuletzt zwischen dem 2. Mai 2006 und dem 12. November 2008 Mitglied des Ausschusses für gesetzliche Amtsträger sowie vom 30. Mai bis zum 5. September 2007 noch Mitglied des Sonderausschusses für den Gesetzentwurf zur Genehmigung der Zellstofffabrik Penola.

## Hintergrundliteratur
- Parliament of South Australia: Statistical Record of the Legislature 1836–2007 (Memento vom 11. März 2019 im Internet Archive)
- Robert Martin: Responsible Government in South Australia, Band 2, Wakefield Press, 2009, ISBN 978-1-8625-4-8442, S. 83 f. (Onlineversion (Auszug))